# Steve De Jarnatt
Steve De Jarnatt (né en 1960) est un réalisateur et scénariste américain.
Il est surtout connu pour Appel d'urgence (Miracle Mile), l'un de ses trois films. Il a également réalisé, produit ou écrit de nombreux épisodes de séries télévisées.

## Filmographie

### Réalisateur
- 1987 : Cherry 2000
- 1988 : Appel d'urgence (Miracle Mile)
- 1998-1999 : Urgences (série télévisée, 2 épisodes)
- 1999-2000 : Nash Bridges (série télévisée, 2 épisodes)
- 2000-2002 : La Vie avant tout (série télévisée, 8 épisodes)
- 2001-2003 : Lizzie McGuire (série télévisée, 11 épisodes)
- 2005-2006 : Le Crash du vol 29 (série télévisée, 5 épisodes)

### Scénariste
- 1983 : Strange Brew de Rick Moranis et Dave Thomas
- 1988 : Appel d'urgence
- 1995 : X-Files (série télévisée, épisode Parole de singe)

## Récompenses et nominations
- 1988 : Nomination au prix du meilleur film du festival Fantasporto pour Cherry 2000.
- 1989 : Nomination au prix du Grand Jury du Festival du film de Sundance pour Appel d'urgence.
- 1990 : Nomination à l'Independent Spirit Award du meilleur scénario pour Appel d'urgence.